# Premi a la interpretació femenina (Festival de Canes)
El Premi a la interpretació femenina és un dels premis atorgats pel jurat dels llargmetratges del Festival Internacional de Cinema de Canes. Recompensa la qui és jutjada com la millor actriu de l'any entre les pel·lícules en competició. Només quatre actrius han rebut aquesta distinció en més d'una ocasió: Vanessa Redgrave (1966, 1969), Isabelle Huppert (1978, 2001), Helen Mirren (1984, 1995) i Barbara Hershey (1987, 1988). En ocasions el jurat també cita a les actrius amb una cita especial que està separada del premi principal. El premi pot ser per a papers principals o de suport, amb l'excepció del període d'entre el 1979 al 1981, quan el festival solia atorgar un premi per separat de "Millor actriu de repartiment".

## 1946-1949
- 1946: Michèle Morgan pel paper de Gertrude a La Symphonie pastorale de Jean Delannoy (França)
- 1947: No hi va haver premi
- 1949: Isa Miranda pel paper de Marta a Au-delà des grilles de René Clément (França, Itàlia)

## 1950-1959
- 1951: Bette Davis pel paper de Margo Channing a Tot sobre Eva (All about Eve) de Joseph Leo Mankiewicz (Estats Units)
- 1952: Lee Grant pel paper de la lladre a Detective Story de William Wyler (Estats Units)
- 1953: Shirley Booth pel paper de Lola Delaney a Come Back, Little Sheba de Daniel Mann (Estats Units)
- 1954: Maria Schell pel seu paper a Die Letzte Brücke de Helmut Käutner (premi especial)
- 1955: No hi va haver premi
- 1956: Susan Hayward pel paper de Lillian Roth a I'll Cry Tomorrow de Daniel Mann (Estats Units)
- 1957: Giulietta Masina pel paper de Cabiria a Les nits de la Cabiria (Le Notti di Cabiria) de Federico Fellini (Itàlia)
- 1958: Bibi Andersson, Eva Dahlbeck, Barbro Hiort af Ornäs i Ingrid Thulin pels papers de Hjördis Petterson, Stina Andersson, Brita l'infirmière i Cecilia Ellius a Nära livet d'Ingmar Bergman (Suècia)
- 1959: Simone Signoret pel paper de Alice Aisgill a Room at the Top de Jack Clayton (Gran Bretanya)

## 1960-1969
- 1960: Melina Merkuri pel paper de Ilya a Poté tin kyriaki de Jules Dassin (Grèce) i Jeanne Moreau pel paper de Anne Desbarèdes a Moderato cantabile de Peter Brook (França, Itàlia)
- 1961: Sophia Loren pel paper de Cesira a La camperola (La Ciociara) de Vittorio De Sica (Itàlia)
- 1962: Katharine Hepburn pel paper de Mary Tyrone a Long voyage vers la nuit de Sidney Lumet (Estats Units)
- 1963: Marina Vlady pel paper de Regina a L'Ape regina de Marco Ferreri (Itàlia, França)
- 1964: Anne Bancroft pel paper de Jo Armitage a The Pumpkin Eater de Jack Clayton (Gran Bretanya) i Barbara Barrie pel paper de Julie Cullen Richards a One potato – Two Potato de Larry Peerce (Estats Units)
- 1965: Samantha Eggar pel paper de Miranda Grey a El col·leccionista (The Collector) de William Wyler (Estats Units)
- 1966: Vanessa Redgrave pel paper de Léonie a Morgan, A Suitable Case for Treatment de Karel Reisz (Gran Bretanya)
- 1967: Pia Degermark pel paper de Hedvig 'Elvira' Madigan a Elvira Madigan de Bo Widerberg (Suècia)
- 1968: No hi va haver premi
- 1969: Vanessa Redgrave pel paper de Isadora Duncan a Isadora de Karel Reisz (Gran Bretanya)

## 1970-1979
- 1970: Ottavia Piccolo pel paper d'Ersilia a Metello de Mauro Bolognini (Itàlia)
- 1971: Kitty Winn pel paper de Helen a The Panic in Needle Park de Jerry Schatzberg (Estats Units)
- 1972: Susannah York pel paper de Cathryn a Images de Robert Altman (Estats Units, Gran Bretanya, Irlanda)
- 1973: Joanne Woodward pel paper de Beatrice a The Effect of Gamma Rays on Man-in-the-Moon Marigolds de Paul Newman (Estats Units)
- 1974: Marie-José Nat pel paper de l'esposa i mare de Michel a Les Violons du bal de Michel Drach (França)
- 1975: Valerie Perrine pel paper de Honey Bruce a Lenny de Bob Fosse (Estats Units)
- 1976: Dominique Sanda pel paper de Irène Carelli a L'herència Ferramonti (L'Eredità Ferramonti) de Mauro Bolognini (Estats Units) i Mari Törocsik pel paper de Déryné a Déryné, hol van? de Gyula Maar (Hongria)
- 1977: Shelley Duvall pel paper de Millie Lammoreaux a Three Women de Robert Altman (Estats Units) i Monique Mercure pel paper de Rose-Aimee Martin a J.A. Martin photographe de Jean Beaudin (Canadà)
- 1978: Jill Clayburgh pel paper de Erika a Una dona separada de Paul Mazursky (Estats Units) i Isabelle Huppert pel paper de Violette Nozière a Violette Nozière de Claude Chabrol (França)
- 1979: Sally Field pel paper de Norma Rae a Norma Rae de Martin Ritt (Estats Units)

## 1980-1989
- 1980: Anouk Aimée pel paper de Marta Ponticelli a Salto nel vuoto de Marco Bellocchio (Itàlia)
- 1981: Isabelle Adjani pel paper de Marya Zelli a Quartet de James Ivory (Gran Bretanya, França) i a Possession d'Andrzej Zulawski
- 1982: Jadwiga Jankowska-Cieslak pel paper de Szalánczky Éva a Egymásra nézve de Karoly Makk (Hongria)
- 1983: Hanna Schygulla pel paper de Eugenia a Storia di Piera de Marco Ferreri (Itàlia, RFA, França)
- 1984: Helen Mirren pel paper de Marcella a Cal de Pat O'Connor (Gran Bretanya)
- 1985: Norma Aleandro pel paper de Alicia a La Historia oficial de Luis Puenzo (Argentina) i Cher pel paper de 'Rusty' Dennis a Mask de Peter Bogdanovich (Estats Units)
- 1986: Barbara Sukowa pel paper de Rosa Luxemburg a Rosa Luxemburg de Margarethe von Trotta (RFA) i Fernanda Torres pel paper de a Eu sei que vou te amar d'Arnaldo Jabor (Brasil)
- 1987: Barbara Hershey pel paper de Ruth a Shy People d'Andrei Mikhalkov-Kontxalovski (Estats Units)
- 1988: Barbara Hershey, Jodhi May i Linda Mvusi pels papers de Diana Roth, Molly Roth i Elsie a A World Apart de Chris Menges (Estats Units)
- 1989: Meryl Streep pel paper de Lindy Chamberlain a A Cry in the Dark de Fred Schepisi (Austràlia)

## 1990-1999
- 1990: Krystyna Janda pel paper de Tonia a Przesluchanie de Ryszard Bugajski (Polònia)
- 1991: Irène Jacob pel paper de Véronique a La Double vie de Véronique de Krzysztof Kieślowski (França, Polònia)
- 1992: Pernilla August pel paper d'Anna Akerblom-Bergman a Den goda viljan de Bille August (Suècia)
- 1993: Holly Hunter pel paper d'Ada a The Piano de Jane Campion (Nova Zelanda)
- 1994: Virna Lisi pel paper de Caterina de Mèdici a La reina Margot (La Reine Margot) de Patrice Chéreau (França, Itàlia, Alemanya)
- 1995: Helen Mirren pel paper de la Reine Charlotte a La follia del rei George (The Madness of King George) de Nicholas Hytner (Gran Bretanya)
- 1996: Brenda Blethyn pel paper de Cynthia Rose Purley a Secrets and Lies de Mike Leigh (França-Gran Bretanya)
- 1997: Kathy Burke pel paper de Valérie a Ne pas avaler (Nil by Mouth) de Gary Oldman (Gran Bretanya)
- 1998: Élodie Bouchez i Natacha Régnier pels papers d'Isa i Marie Thomas a La Vie rêvée des anges de Erick Zonca (França)
- 1999: Séverine Caneele pel paper de Domino a L'Humanité de Bruno Dumont (França) i Emilie Dequenne pel paper de Rosetta a Rosetta de Jean-Pierre i Luc Dardenne (Bèlgica)

## 2000-2009
- 2000: Björk pel paper de Selma Jezkova a Dancer in the Dark de Lars von Trier (Dinamarca)
- 2001: Isabelle Huppert pel paper de Erika Kohut a La Pianiste de Michael Haneke (Austria)
- 2002: Kati Outinen pel paper de Irma a Mies vailla menneisyyttä d'Aki Kaurismäki (Finlàndia, Alemanya, França)
- 2003: Marie-Josée Croze pel paper de Nathalie a Les Invasions barbares de Denys Arcand (Canadà)
- 2004: Maggie Cheung pel paper de Emily Wang a Clean de Olivier Assayas (França)
- 2005: Hanna Laslo pel paper de Hanna Ben Moshe a Free Zone d'Amos Gitaï (Israel)
- 2006: Penélope Cruz, Carmen Maura, Lola Dueñas, Chus Lampreave, Blanca Portillo i Yohana Cobo pels papers de Raimunda, Irene, Sole, Tía Paula, Agustina i Paula a Volver de Pedro Almodóvar (Espanya)
- 2007: Jeon Do-yeon pel paper de Shin-ae a Miryang de Lee Chang-dong (Corea del Sud)
- 2008: Sandra Corveloni pel paper de Cleuza a Linha de passe (Brasil)
- 2009: Charlotte Gainsbourg pel paper de She a Antichrist de Lars von Trier

## 2010-2019
- 2010: Juliette Binoche pel paper de Elle a Copie conforme
- 2011: Kirsten Dunst pel paper de Justine a Melancholia
- 2012: Cristina Flutur i Cosmina Stratan pel seu paper a După dealuri
- 2013: Bérénice Bejo pel paper de Marie a Le Passé
- 2014: Julianne Moore pel paper d'Havana Segrand a Maps to the Stars
- 2015: Rooney Mara pel paper de Therese Belivet a Carol i Emmanuelle Bercot pel paper de Marie-Antoinette Jézéquel a Mon Roi
- 2016: Jaclyn Jose pel paper de Rosa a Ma' Rosa
- 2017: Diane Kruger pel paper de Katja Sekerci a Aus dem Nichts (del no-res)
- 2018: Samal Yeslyamova pel paper d'Ayka a Ayka
- 2019: Emily Beecham pel paper d'Alice a Little Joe